# غالون التجاري
غالون التجاري هو وحدة حجم لأصيص القياسية في الصناعات البستنة . يساوي 3 كوارت (وحدة قياس ) أو 0.75 غالون أمريكي ( 2.8 لتر، 0.62 غالون إمبراطوري)، على الرغم من أن بعض المصادر تذكر أن غالون التجاري يساوي 2.71 غالون أمريكي.والجدير بالذكر أن 10 غالونات تجارية تساوي 30 كوارتًا أمريكيًا، والتي بدورها تساوي 1.0 قدم مكعب، وهي وحدة قياس شائعة للتربة.